# Tamias amoenus
Tamias amoenus е вид гризач от семейство Катерицови (Sciuridae). Видът не е застрашен от изчезване.

## Разпространение и местообитание
Разпространен е в Канада (Албърта и Британска Колумбия) и САЩ (Айдахо, Вашингтон, Калифорния, Монтана, Невада, Орегон, Уайоминг и Юта).
Обитава скалисти райони, гористи местности, влажни места, планини, възвишения, ливади, храсталаци, крайбрежия и плажове в райони с умерен климат, при средна месечна температура около 4,9 градуса.

## Описание
На дължина достигат до 11,8 cm, а теглото им е около 50,6 g. Имат телесна температура около 37 °C.
Продължителността им на живот е около 5,2 години. Популацията на вида е стабилна.